# باتريا فييخا
باتريا فييخا تلفظ بالإسبانية: ‎/ˈpatɾja ˈβjexa/‏، تترجم حرفيا. الوطن القديم، هو مصطلح يشير إلى فترة زمنية في تاريخ تشيلي حدثت بين المجلس العسكري الأول للحكومة (18 سبتمبر 1810) وكارثة رانكاغوا (1 أكتوبر 1814). في هذه الفترة، اتخذت الإجراءات التشيلية لسجن فيرناندو السابع ملك إسبانيا من قبل نابليون بونابرت، وبدأت هذه المنظمة الحكومية لمملكة تشيلي، التي أقسمت بالولاء لفرديناند السابع.
تميزت هذه الفترة بالتحول من حركة الحكم الذاتي المؤقت إلى حركة الاستقلال التام. لقد برز شيئان خلال هذه الفترة هما البروز السياسي للأخوين كاريرا، وخاصة خوسيه ميغيل كاريرا ومعارك الجيش بقيادة برناردو أوهيغينز كجنرال. (معركة Membrillar، ومعركة يرباس بويناس، ومعركة إل روبل).

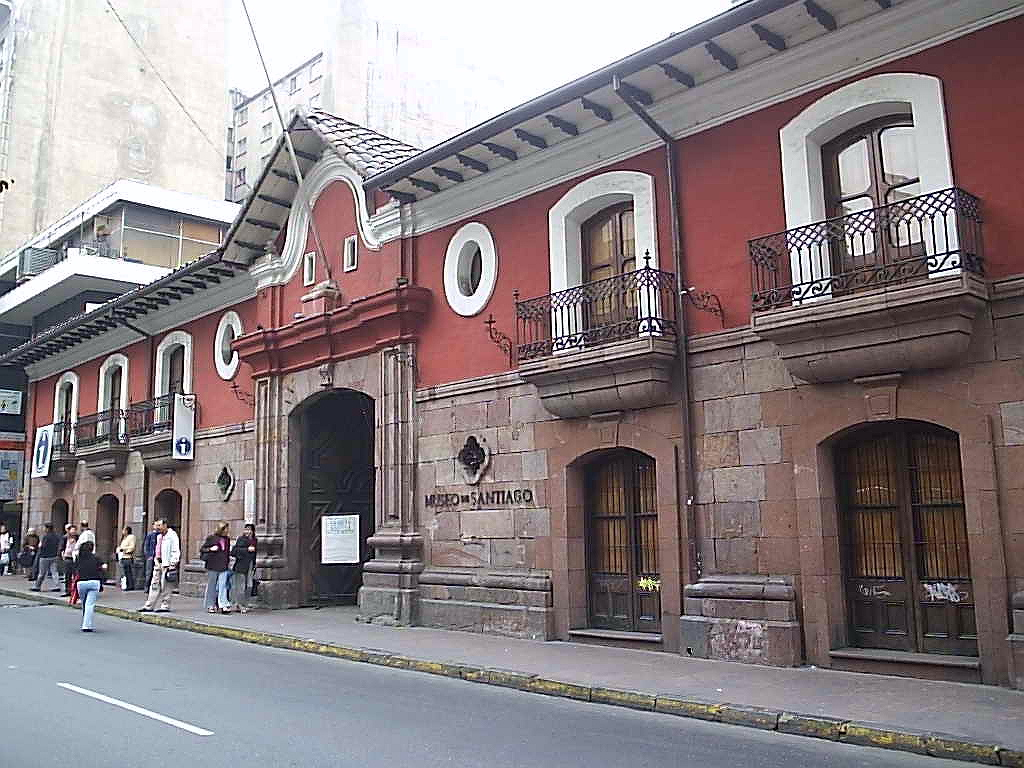
لا كاسا كولورادا، مقر إقامة الحاكم ماتيو دي تورو واي زامبرانو (حاليًا متحف سانتياغو)

خلال هذا الوقت، تم تنظيم المجلس العسكري الحكومي في تشيلي بالإضافة إلى الكونغرس الوطني لإدارة البلاد أثناء سجن الملك. أصدر الكونغرس قانونًا يأمر بحرية الرحم والذي نص على حرية جميع أطفال العبيد الذين ولدوا على الأراضي التشيلية من تلك اللحظة فصاعدًا. في عام 1812، صدر أول مرسوم دستوري، والذي وافق على الاعتراف بالملك إذا قبل بعض اللوائح الدستورية.